# Diplomacy is Not an Option
Diplomacy is Not an Option — компьютерная игра в жанре стратегия, tower defense. Разработчик и издатель — студия Door 407. Игра вышла в ранний доступ 9 февраля 2022 года для платформы Microsoft Windows. 4 октября 2024 года состоялся полный релиз. События в "Diplomacy is Not an Option" происходят во вселенной, которая напоминает средневековье с элементами фэнтези.

## Сюжет
Игрок выступает в роли "Милорда", безымянного феодала из отдаленной провинции государства Самрейнии. Сюжет начинается с того, что в стране случается крестьянское восстание. Игроку предстоит сделать выбор: подавить его или примкнуть к бунтовщикам. История в игре нелинейная, по мере прохождения перед игроком будет стоять несколько выборов и возможностей перейти на сторону других фракций. В игре их представлено 4: Королевская армия, Повстанцы, племя Сарранга и Нежить. В зависимости от выбранного пути, игроку открывается одна из нескольких сюжетных концовок. Миссии варьируются по задачам, но основным геймплейным элементом остается противостояние численно превосходящим силам противника, нападающего на владения игрока волнами.

## Об игре
В игре игрок управляет замком и может строить вокруг него различные здания. Игрок также может выбирать, в какие миссии или испытания он будет играть. Миссии и испытания отличаются друг от друга размером карт, а также силой врага и количеством нападений. В любом случае, какую бы миссию или испытание ни выбрал игрок, его основная цель — выжить, когда на него нападает большое количество врагов.
В большинстве случаев поначалу на игрока нападают слабые враги, а затем всё более сильные. Сложность игры заключается в том, что у игрока всегда мало времени на подготовку к обороне. Необходимо собирать ресурсы — дерево, камень, железо, для добычи которых нужно строить соответствующие здания, такие как лесопилки и шахты. Также нужно строить дома, чтобы увеличить количество жителей поселения. Игроку предстоит возводить здания для добычи еды, например, дом собирателей ягод, рыбацкую хижину и ферму. Кроме того, необходимо улучшать замок, который называется ратушей.
Дом строителей нужен, чтобы увеличить количество строителей, которые будут возводить и ремонтировать все существующие или будущие здания. Строители также занимаются строительством стен: сначала деревянных, затем каменных. Они возводят башни, на которых может размещаться стрелковая пехота. Стены и башни необходимы для защиты от превосходящих сил противника, которые будут атаковать игрока.
Кроме того, игроку нужно построить дом могильщиков и кладбище. В доме могильщиков работают могильщики, которые переносят тела умерших жителей на кладбище. Если у игрока не будет дома могильщиков, рабочих в этом здании или кладбища, трупы не будут убраны. 
Трупы жителей деревни будут оставаться на земле, и со временем это может привести к эпидемии, из-за которой жители начнут болеть. Количество смертей среди жителей зависит от уровня сложности игры (в начале каждой миссии игрок выбирает сложность). Если игрок выберет легкий уровень сложности, жители деревни будут умирать редко, а на высоком уровне сложности — часто. Если в деревне начинается эпидемия, игрок может построить (при наличии ресурсов) одно или несколько зданий больницы. В этих больницах заболевшие жители смогут вылечиться от болезни.
Также важно отметить, что на легком уровне сложности враги на карте будут слабыми, а на сложном — сильными. В многих миссиях, испытаниях и кампаниях на карте могут находиться дома врагов, которые охраняются вражескими юнитами. Игрок может уничтожить вражеские дома (в которых могут быть ресурсы или кристаллы душ), а также уничтожить всех или большинство вражеских юнитов на карте. В большинстве случаев, если на карте есть вражеские юниты, они примут участие в последней атаке на игрока. 
Игрок может проводить исследования с самого начала игры. Исследования требуют времени, а некоторые из них требуют также ресурсов (дерево, камень, железо, золото). В начале игры доступно немного исследований, но по мере того как игрок улучшает ратушу один или несколько раз, или строит такие здания, как казарма, конюшня, гильдия инженеров и другие, появляется возможность исследовать больше технологий. Игрок сам выбирает, что развивать: проводить исследования, которые ускорят добычу ресурсов, увеличат скорость строительства зданий или улучшат их защиту.
Также есть исследования, которые улучшают торговлю ресурсами, курс и скорость их покупки или продажи на рынке. Другие исследования помогают более эффективно лечить жителей в больницах. Помимо этого, существуют исследования, которые делают пехоту, стрелковые войска и кавалерию сильнее, а также увеличивают их защиту. Есть исследования, позволяющие игроку строить больше элитных войск (без этих исследований игрок сможет строить лишь небольшое количество элитных отрядов). В игре также присутствует множество других исследований, которые игрок может провести. 
Как уже было отмечено, на игрока будут нападать большие силы врагов. Для победы над ними игроку необходимо создавать свою армию. В игре существуют следующие виды войск: пехота, стрелковые войска, кавалерия и осадные орудия. Игрок может строить казарму для найма пехоты и стрелковых войск, конюшню для создания кавалерии и гильдию инженеров для постройки осадных орудий. Важно отметить, что в начале игры можно создавать только слабые типы войск, которые способны сражаться лишь с незначительными силами врагов. Лучники, например, смогут эффективно сражаться, только если у игрока есть стены и башни, а при встрече на поле боя с многочисленным противником, без преимущества высоты и дополнительной защиты, лучники скорее всего проиграют сражение.
Однако, когда игрок улучшит ратушу до 2-го или 3-го уровня и построит улучшенные казармы (или усовершенствует существующие), он сможет нанимать более сильных воинов — как ближнего, так и дальнего боя. А если улучшить ратушу и казармы до максимального уровня, игрок сможет нанимать элитные войска. Важно помнить, что воины, которых игрок может нанять на 2-м или 3-м уровне казарм, значительно превосходят изначально доступных для тренировки. 
Воины становятся еще сильнее после улучшений (получаемых в результате исследований), а с последними улучшениями — сверхсильными, но для их найма потребуется много ресурсов. Также стоит отметить, что элитных пехотинцев можно нанять в ограниченном количестве. Даже если провести исследования и построить дополнительные здания, все равно будет существовать лимит на количество этого рода войск. Это означает, что игрок не сможет создать армию, состоящую полностью из элитных войск и без проблем отбивать атаки врагов.
Осадные орудия в игре отличаются от представленных в друних играх (например, в серии Stronghold). Обычно, в стратегиях в реальном времени осадные орудия используются для разрушения стен, башен или зданий вражеского замка или деревни. Похожее применение есть и в "Diplomacy is Not an Option", в нескольких миссиях, где главной целью является атака вражеского поселения. Однако, в основном осадные орудия предназначены для уничтожения войск, нападающих на позиции игрока. Требушеты и катапульты в игре стреляют по навесной траектории, что позволяет расположить их за стенами, возведенными игроком для обороны.
Игрок может проводить исследования, которые ускорят производство осадных орудий, уменьшат количество требуемых ресурсов или увеличат урон, наносимый ими по врагам. Во время вражеского нападения важно учитывать, что, следуюя ИИ-алгоритму, противник сначала уничтожает стены игрока, затем башни, а только после этого последовательно разрушает здания, находящиеся на пути следования атакующей волны.
Отличие от других игр, таких как Stronghold, заключается в том, что вражеские войска в "Diplomacy is Not an Option" не используют бреши в стенах сразу после их создания. В других играх, например в Stronghold, враг, пробив стену или ворота, сразу использует брешь и направляет войска, чтобы уничтожить "базу" — главное здание игрока, потеря которого ведет к проигрышу. 
В "Diplomacy is Not an Option", пока враг разрушает здания на своем пути, игрок может отвести осадные орудия или стрелков в безопасное место и обстреливать врага издалека. Таким образом, если противник пробился через стены или ворота, это не означает, что игра проиграна. У игрока все еще остается шанс на победу. Однако, если вражеские войска уничтожат ратушу (которая выглядит как замок), игрок потерпит поражение. В распоряжении игрока также есть заклинания. Например, можно вызвать удар метеоритом или направить луч энергии для уничтожения вражеских войск. Есть и заклинания для лечения воинов игрока. Однако использовать заклинания можно редко, так как для этого требуются ресурсы — кристаллы душ, которые игрок получает, уничтожая здания противника на карте или убивая особенно сильных врагов. 
Игрок может построить здание — алхимический трансгрессор, в котором алхимик способен превращать железо в кристаллы душ, но процесс производства идет медленно. Также в игре можно построить рынок, который позволяет обменивать ресурсы: дерево, камень, железо и еду — на другие ресурсы. Например, дерево можно обменять на камень, а железо на еду. Важно отметить, что игрок может обменивать ресурсы на золото, необходимое для строительства, улучшения зданий, найма элитных войск и осадных орудий, а также для некоторых исследований. Чтобы улучшить условия обмена на рынке, игрок может провести специальное исследование. Также есть исследования, которые ускоряют скорость дирижабля, доставляющего ресурсы.

## Здание  которые может построить игрок
В списке не все здания, которые есть в игре.
- Жилой дом — здание, которое необходимо строить, чтобы в нем могли поселиться обычные жители. Они будут добывать ресурсы или могут быть призваны в армию игрока.
- Таверна — здание, которое лучше всего строить рядом с жилыми домами, так как это снижает потребление еды жителями этих домов.
- Дом собирателя ягод — здание, где работает житель деревни, собирая ягоды для питания населения.
- Хижина рыбаков — здание, в котором работает житель-рыбак, добывающий рыбу для деревни.
- Ферма — здание, где работают фермеры, выращивающие и собирающие зерно для деревни.
- Лесопилка — здание, в котором трудятся лесорубы, рубящие деревья вблизи лесопилки. Дерево — важный ресурс, необходимый для строительства многих зданий.
- Домик лесников — здание, в котором работают лесники. Эти работники выращивают новые деревья, которые потом можно срубить и добыть ресурс дерево.
- Каменный рудник — здание, в котором работают каменщики, добывающие камень из карьеров. Камень нужен для строительства многих зданий.
- Железный рудник — здание, где работают шахтеры, добывающие железо. Этот ресурс необходим для строительства некоторых зданий, а также для создания воинов — пехотных, стрелковых и кавалерии.
- Дом строителей — здание, которое увеличивает количество строителей в деревне. Строители занимаются строительством и ремонтом зданий. В одном доме строителей может проживать лишь небольшое количество работников, поэтому игроку приходится строить несколько таких домов. Строители появляются в домах только в том случае, если в деревне есть свободные жители, не занятые в других профессиях.
- Дом могильщика — здание, в котором живут работники-могильщики. Если в деревне умирает житель, могильщик находит его тело и относит на кладбище. Если дом могильщика не построен, то труп умершего жителя со временем может вызвать эпидемию.
- Кладбище — здание, где хранятся тела умерших жителей деревни, принесённые могильщиками.
- Больница — если игрок не построил дом могильщика и кладбище или играет на высокой сложности, и из-за высокой смертности жителей появились трупы, что привели к эпидемии, то больница — это здание, где больные жители могут вылечиться. Каждая больница имеет ограниченную вместимость, поэтому в случае сильной эпидемии игроку рекомендуется построить несколько больниц.
- Университет — здание, в котором работают мыслители и учёные. Если у игрока много свободных от профессий жителей, они могут начать работу в университете. Университет позволяет проводить исследования, но некоторые из них становятся доступными только после строительства или улучшения других зданий, таких как ратуша, казарма и т.д. Чем больше сотрудников работает в университете, тем быстрее проходят исследования.
- Амбар — здание, в котором хранится еда, собранная, выращенная или пойманная жителями деревни. Это такие ресурсы, как ягоды, рыба и зерно.
- Хранилище — здание, где хранятся ресурсы, добытые жителями деревни: дерево, камень и железо.
- Рынок — игрок может построить только один рынок. В этом здании игрок может обменивать одни ресурсы на другие. Транспортировка ресурсов осуществляется дирижаблем, и на обмен требуется время, поэтому запрашиваемые ресурсы не появятся мгновенно. Игрок может исследовать технологию, которая ускорит процесс обмена. Рынок также полезен тем, что там можно за ресурсы покупать священные монеты, которые необходимы для строительства некоторых зданий и создания элитной пехоты, элитных стрелковых юнитов, элитной кавалерии или элитных осадных машин.
- Мастерская — здание, которое увеличивает скорость добычи ресурсов в лесопилках, каменоломнях и железных шахтах. Игроку будет полезно строить мастерскую рядом с этими зданиями для повышения эффективности.
- Казарма — здание, в котором игрок может нанимать пехоту и стрелковые войска. По мере прогресса в игре и улучшения ратуши, игрок сможет строить улучшенные казармы и модернизировать существующие. Всего есть три уровня улучшений: на первом уровне игрок может нанимать слабую пехоту и стрелковые войска, на втором уровне — более сильные юниты, а на третьем — очень сильную пехоту и стрелков.
- Конюшня — здание, в котором игрок может нанимать кавалерию, солдат, которые ездят на лошадях. В конюшне можно нанять двух типов юнитов: всадника на лошади слабого уровня и, после улучшения ратуши, очень сильного всадника.
- Гильдия инженеров — здание, в котором игрок может строить катапульты, требушеты и другие осадные машины. Важно отметить, что в этой игре осадные орудия используются не для уничтожения стен или ворот вражеского замка, а для уничтожения вражеских войск, атакующих деревню игрока. Катапульты и требушеты могут стрелять через защитные стены, построенные игроком, что делает их высокоэффективными.

## Разработка
В сентябре 2021 года студия Door 407 объявила о том что создает игру Diplomacy is Not an Option выпустила трейлер в котором был показан геймплей игры. Также разработчики рассказали о том какой будет игра. Предполагалось, что игра выйдет в октябре 2021 года в цифровом магазине Steam. 21 сентября 2021 года разработчики выпустили серию трейлеров с презентацией некоторых воинов из армии игрока. Также в одном из трейлеров была объявлена дата выхода игры в раннем доступе в Steam: 26 январе 2022 году. В январе 2022 года разработчики выпустили новый трейлер. Также разработчики рассказали о физике в игре.

«Вашим лучникам и осадным машинам потребуются четкие траектории, чтобы поразить цель, поэтому правильное размещение башен и оборонительных сооружений жизненно важно. Тысячи вражеских солдат будут наступать на ваши стены, и лучники, расположенные за ними, должны стрелять снова и снова, что резко уменьшает их дальность и точность. Обеспечение ваших подразделений возвышенными огневыми позициями значительно повысит их эффективность. Точно так же баллиста или брошенный катапультой валун не принесут пользы, если они врежутся в скалу в полете»

В феврале 2022 года разработчики объявили что выход игры переносится на 9 февраля 2022 года и выпустили новый геймплейный трейлер. 9 февраля 2022 года игра вышла в ранний доступ в Steam. Разработчики выпустили еще один геймленый трейлер. В феврале 2022 года разработчики рассказали о планах улучшения и доработки игры. 

В ближайшем будущем игроки могут рассчитывать на большую балансировку миссий. Также будут новые предустановки карты для бесконечного режима, например, почти без атакующих волн, чтобы игроки могли работать над своим городом и избегать напряженных сражений, и предустановка, чтобы королевские силы были главным врагом.

Позже игроки получат улучшенную генерацию карт, новую языковую поддержку и новую ветвь дерева исследований, связанную с Университетом. Будут визуальные улучшения моделей гор, больше уровней сложности, а также новые игровые механики и функции. Пользовательский интерфейс (увеличение шрифта и масштабирование пользовательского интерфейса) и UX (размещение войск на стенах и башнях) будут улучшены, фоторежим скроет пользовательский интерфейс для скриншотов, будут добавлены достижения, а также будет исправлено и отшлифовано больше ошибок.

Полный запуск будет включать одиночную кампанию с 12 миссиями. 3 уже доступны в версии раннего доступа, и игроки могут ожидать появления новых фракций с боссами в своем списке и новых уникальных врагов, не принадлежащих ни к одной из фракций. Будет больше пресетов для бесконечного режима, новый тип игры в режиме головоломки, редактор карт и другие функции, здания и игровая механика.

Как сообщил обозреватель Solstice с сайта PlayGround.ru, в феврале 2022 года, компьютерная игра "Diplomacy is Not an Option" за первые 6 дней продаж была продана на суму 1 миллион долларов. Еще обозреватель сказал что на сайте App2Top.ru один из создателей игры Андрей Белоусов объявил о 60 тысячах проданных копий игры. Еще стало известно что в Steam 130 тысяч пользователей добавили игру в список желаемой игры. В Steam у игры 1 тысяча отзывов и 88% отзывов положительные.
В апреле 2022 года разработчики сообщили о следующих изменения которые будут в игре.

Разработчики обещают пофиксить вылеты и исправить баги. Помимо этого увеличится общая производительность, благодаря новому способу рендера графики.

Что касаемо игровых режимов, то бесконечный режим получит более разнообразный геймплей. С оборонительными тактиками вам поможет поэкспериментировать новый режим "одной волны атаки".
Новички смогут освоиться в стратегии благодаря подсказкам на экране загрузки. Эффективность своей экономики игрок оценит, посмотрев на игровой экран, т.к. число добытых ресурсов за день видно невооружённым взглядом. Об атаке противника можно узнать при помощи системы индикации, дающей возможность мгновенно переместить камеру в центр события. Рабочие будут подсвечены, дабы игроку было проще различать, к какому типу зданий они относятся. Большая информативность и наглядность на экране появится благодаря улучшению игрового интерфейса.

Так же разработчики планируют и другие улучшения игры. В апреле 2022 года разработчики выпустили новый трейлер.

Демонстрирующий главную функцию игрока на поле боя - защиту замка от огромных армий нежелательных гостей

Как сообщил в мае 2022 года обозреватель Solstice с сайта PlayGround.ru. В эту дату в игре произошли такие изменения.

Разработчики значительно улучшили игровую картинку за счёт перехода на новую технологию рендеринга Universal Render Pipeline: трава стала гуще, тени правдоподобней, а картинка более резкой и насыщенной. При этом производительность игры, по словам разработчиков, только выросла.

Второе значительное улучшение коснулось бесконечного режима игры, который разделили на несколько видов. Теперь игроки могут сразиться не только против наступающих крестьян-бунтовщиков с различной сложности, но и попробовать свои силы в защите крепости от профессиональной армии короля и толпы безмозглых зомби.

В августе 2022 года разработчики выпустили новое обновления игры. В котором такие изменения.

В этом новом обновлении являются пять новых юнитов. Есть два пехотных отряда: Пешие рыцари, пехотинцы в тяжелых доспехах, которые служат отличным арьергардом, и Воины с топорами, которые хороши в атаке. Конные лучники могут двигаться быстро и стрелять из седла, но правильно атаковать они могут только тогда, когда не двигаются. Конные рыцари — это тяжелая кавалерийская версия пеших рыцарей, они немного быстрее и мощнее. Самым мощным из них является Burrdam Chimera, представляющая собой повозку, которая взрывается, когда управляющий ею инженер поджигает фитиль.

Обновление также добавляет конюшню, здание, в котором вы можете тренировать кавалерийские подразделения. Новые навыки, добавленные в игру, дают лучникам и мечникам усиление: лучники получают временное увеличение скорости атаки, а мечники получают увеличение урона и скорости передвижения. Мечники также получили шанс уклониться от одиночной атаки.

Другие дополнения включают в себя новое дерево исследований, которое улучшит некоторые атрибуты ваших воинов, разблокирует некоторые навыки и позволит вам улучшать заклинания.

В феврале 2023 года разработчики выпустили трейлер в котором.

Празднует год разработки раннего доступа для своей осадной стратегии в реальном времени на выживание Diplomacy Is Not An Option

В марте 2023 года разработчики выпустили новое обновление и объявили что игра выйдет в ноябре 2023 года. 
В этом обновлении такие изменения.

Весеннее обновление добавляет в игру казуальный режим «Песочница», позволяющий игрокам экспериментировать с новыми стратегиями против вражеских волн по своему выбору. Кроме того, в Университете есть новые технологии для исследования, а также возможность сбить с толку, пронзить или просто взорвать своих врагов с помощью ловушек с нефтью, кольями и минами.

В мае 2023 года разработчики снова сказали что игра выйдет в ноябре 2023 года и выпустили обновления игры.

Это обновление добавляет новый игровой режим: «Песочница», позволяющий игрокам выбирать тип карты, врагов, начальные ресурсы и модификаторы игрового процесса для более непринужденной и свободной стратегии.

Как сообщил обозреватель Monk70 с сайта PlayGround.ru. Обновления повлияли так на игру.

В обновлении «Песочница» также представлено множество новых ловушек и технологий, которые еще больше укрепят вашу защиту. Сторожевые башни дешевы и хрупки, но дают лучникам преимущество на поле боя. Бочкообразные бомбы и замедляющие ловушки обеспечивают возможность взрыва или замедления, когда вам нужно отступить, а несколько новых улучшений для всадников делают ваши конные силы намного более ценными.

Вам понадобится каждое преимущество, которое вы можете получить, так как вражеский ИИ также претерпел некоторые улучшения, используя бреши в вашей защите, чтобы нанести удар по вашим крестьянам и ратуше.

В конце августа 2024 года разработчики сообщили что релиз игры будет 4 октября 2024 года. Также в игре будут такой контент.

Запуск версии 1.0 будет включать полную сюжетную кампанию, доведя ее общее содержание до более чем 100 часов игрового процесса.

Особенности версии 1.0:
- Более 30 часов контента за одно прохождение
- Более 100 часов контента в общей сложности в более чем 25 миссиях
- Не менее 3 фракций для отслеживания соответствующих сюжетных линий
- Несколько вариантов выбора, формирующих историю по-разному
- Не менее 6 возможных концовок
- Разнообразие целей миссий — от защиты вашего замка, нападения на вражеские города и строительства вашего поселения в суровых условиях до сопровождения миссий, убийства огромных боссов и строительства уникальных памятников.